# 宮城島卓夫
宮城島 卓夫（みやぎしま たくお、1928年3月15日 - 2011年8月4日）は、日系アメリカ人の設計技師である。パナビジョン社に勤務し、映画の撮影や映写に関する研究を行った。パナビジョン社のロゴも宮城島のデザインによるものである。
2005年の第77回アカデミー賞でゴードン・E・ソーヤー賞を受賞した。

## 若年期
宮城島は1928年3月15日に、静岡県出身の両親のもとでカリフォルニア州ガーデナに生まれた。宮城島には兄弟が1人と姉妹が2人いた。
宮城島はロングビーチとターミナル・アイランドで育った。第二次世界大戦が始まった1941年、宮城島はユタ州の親戚の家に移り住み、その後の日系人の強制収容を免れた。宮城島はユタ州ケイズビルのデイビス高校を卒業した。

## キャリア
宮城島は1954年にパナビジョン社に入社し、2009年まで勤務した。退社時の役職はエンジニアリング担当シニアバイスプレジデントだった。
入社して最初に取り組んだのは、1955年に商品化されたスーパーパナター(Super Panatar)投影レンズだった。その後開発したカメラレンズであるプリモ・シリーズ(Primo Series)は『太陽の帝国』などの撮影に使用され、このレンズでアカデミー賞とエミー賞を受賞した。1991年、シングルオートフォーカス・アナモルフィックレンズでSMPTEのフジゴールドメダルを受賞した。また、パナフレックス映画カメラシステムとオートパナタール・アナモルフィックレンズの開発にも携わった。アルバート・サイキとともに、アイピース・レベラーを開発した。
宮城島は2011年8月4日に83歳で死去した。2016年に発表されたアナモルフィックレンズのTシリーズは、宮城島の下の名前「卓夫」からつけられた。

## 受賞歴
1999年、映画芸術科学アカデミー(AMPAS)からジョン・A・ボナー賞を受賞した。2005年にはゴードン・E・ソーヤー賞を受賞した。1999年、全米撮影監督協会賞を受賞した。
宮城島はAMPASとSMPTEの会員である。